# Акбай (Сайрамський район)
Акба́й (каз. Ақбай) — село у складі Сайрамського району Туркестанської області Казахстану. Входить до складу Карасуського сільського округу.
Населення — 4203 особи (2021; 1870 у 2009, 1676 у 1999, 1232 у 1989).
26 березня 2015 року до села було приєднано територію площею 4,25 км².